# Padiglioni nazionali (Biennale di Venezia)
I padiglioni nazionali dei Giardini, nel sestiere di Castello, sono gli spazi espositivi assegnati ad alcune nazioni partecipanti alla mostra internazionale d'arte e alla Mostra internazionale di architettura organizzate dalla Biennale di Venezia. Alcune nazioni sono direttamente proprietarie dei padiglioni mentre altre per una serie di svariati motivi prendono in affitto degli spazi espositivi in vari palazzi e edifici in tutta la città di Venezia.

## La Biennale di Venezia

Giardino delle Sculture di Carlo Scarpa

La Biennale di Venezia è una mostra internazionale d'arte moderna che si svolge a Venezia. La Biennale viene spesso descritta come "le Olimpiadi del mondo dell'arte", la partecipazione alla Biennale è un evento prestigioso per gli artisti contemporanei.
La Fondazione Biennale oltre ad organizzare la Biennale d'arte organizza eventi annuali o biennali di architettura, danza, cinema, musica e teatro. Tutti gli anni organizza anche la Mostra internazionale d'arte cinematografica di Venezia.
Le 30 nazioni proprietarie dei padiglioni ai Giardini, sono anche responsabili dei propri costi di manutenzione e costruzione il quale godono del diritto di extraterritorialità.

## Padiglioni nazionali dei Giardini
| Nazione                                       | Posizione | Prima mostra | Anno di costruzione [2] |
| --------------------------------------------- | --------- | ------------ | ----------------------- |
| Austria                                       | Giardini  |              | 1934                    |
| Australia                                     | Giardini  |              | 1988                    |
| Belgio                                        | Giardini  |              | 1907                    |
| Brasile                                       | Giardini  |              | 1964                    |
| Canada                                        | Giardini  |              | 1957                    |
| Padiglione Centrale                           | Giardini  |              | 1895                    |
| Repubblica Ceca e Slovacchia                  | Giardini  |              | 1926                    |
| Danimarca                                     | Giardini  |              | 1932                    |
| Egitto                                        | Giardini  |              | 1932                    |
| Finlandia                                     | Giardini  |              | 1956                    |
| Francia                                       | Giardini  |              | 1912                    |
| Germania                                      | Giardini  |              | (1909) 1938             |
| Gran Bretagna                                 | Giardini  |              | 1909                    |
| Grecia                                        | Giardini  |              | 1934                    |
| Ungheria                                      | Giardini  |              | 1909                    |
| Israele                                       | Giardini  |              | 1952                    |
| Giappone                                      | Giardini  |              | 1956                    |
| Paesi Bassi                                   | Giardini  |              | (1912) 1953             |
| Paesi nordici (Svezia / Norvegia / Finlandia) | Giardini  |              | 1962                    |
| Polonia                                       | Giardini  |              | 1932                    |
| Romania                                       | Giardini  |              | 1932                    |
| Russia                                        | Giardini  |              | 1914                    |
| Serbia                                        | Giardini  |              | 1932-1938               |
| Corea del Sud                                 | Giardini  |              | 1995                    |
| Spagna                                        | Giardini  |              | 1922                    |
| Svizzera                                      | Giardini  |              | 1952                    |
| Stati Uniti                                   | Giardini  |              | 1930                    |
| Uruguay                                       | Giardini  |              | 1962                    |
| Venezuela                                     | Giardini  |              | 1956                    |
| Venezia                                       | Giardini  |              | 1932                    |

## Esposizioni/Padiglioni esterni ai Giardini
In questo elenco compaiono le esposizioni nazionali che sono allestite all'interno di vari palazzi della città.

### Albania
Elenco degli espositori nel padiglione della Repubblica albanese:
- 1999 - Alban Hajdinaj, Besnik & Flutura Haxhillari, Edi Hila, Lala Meredith-Vula, Gazmend Muka, Adrian Paci, Edi Rama, Anri Sala, Astrit Vatnikaj, Sislej Xhafa (curatore: Edi Muka)
- 2005 - Sislej Xhafa. (Commissario e curatore: Andi Tepelena e Cecilia Tirelli)
- 2007 - Helidon Gjergji, Genti Gjokola, Alban Hajdinaj, Armando Lulaj, Heldi Pema (Com: Rubens Shima. Cur: Bonnie Clearwater).
- 2009 - Anila Rubiku, Orion Shima, Genziana Shkurti, Eltjon Valle, Driant Zeneli (Com: Parid Tefereçi. Cur: Riccardo Caldura)
- 2015 - Armando Lulaj (Cur:Marco Scotini)
- 2017 - Leonard Qylafi (Cur: Vanessa Joan Müller)

### Andorra
- 2018
- 2019

### Antigua e Barbuda
- 2017
- 2018
- 2019

### Argentina
Nel 1901, l'Argentina è stata la prima nazione latinoamericana a partecipare alla Biennale. Nel 2011 è stato concesso un padiglione nella Sala d'Armi all'Arsenale che lo Stato argentino ripristinerà nel futuro.
Elenco degli espositori nel padiglione argentino:
- 1903 - Pío Collivadino
- 1905 - Pío Collivadino
- 1907 - Pío Collivadino
- 1954 - Lucio Fontana
- 1956 - Sarah Grilo
- 1958 - Lucio Fontana, Juan Del Prete, Raquel Forner
- 1962 - Antonio Berni
- 1966 - Lucio Fontana, Julio Le Parc
- 1968 - Lucio Fontana, Nicolás García Uriburu
- 1970 - Luis Fernando Benedit
- 1972 - Lucio Fontana
- 1978 - Lucio Fontana
- 1980 - Sergio de Castro, Fabriciano
- 1982 - Marino di Teana
- 1984 - Antonio Seguí
- 1986 - Marta Minujin
- 1995 - Jorge Orta
- 1997 - Ana Eckell
- 1999 - Jacques Bedel, Luis Fernando Benedit, Oscar Bony
- 2001 - Leandro Erlich, Graciela Sacco (curatore: Irma Arestizábal)
- 2003 - Charly Nijensohn
- 2005 - Jorge Macchi, Edgardo Rudnitzky
- 2007 - Guillermo Kuitca, Jorge Macchi, Edgardo Rudnitzky (committente: Adriana Rosenberg)
- 2009 - Luis Felipe Noé (curatore: Fabián Lebenglik)
- 2011 - Adrián Villar Rojas (curatore: Rodrigo Alonso)
- 2013 - Nicola Costantino (curatore: Fernando Farina)
- 2015 - Juan Carlos Distéfano (curatrice: María Teresa Constantín)
- 2017 - Claudia Fontes (curatrice: Christine Macel)
- 2019 - Mariana Telleria (curatrice: Florencia Battini)[3]

### Asia centrale
La prima esposizione dell'Asia centrale è stata ideata da Viktor Misiano nel 2005. La seconda esposizione invece è stata organizzata da Yulia Sorokina (Almaty) e la terza da Beral Madra (Istanbul). Ogni mostra era differente sia per il formato sia per l'approccio artistico. La prima esposizione era intitolata "Arte dall'Asia centrale. Un archivio contemporaneo" ed era destinato a collocare l'Asia centrale sulla "mappa" dell'arte internazionale. Insieme alle opere dei vari artisti sono state presentate molte raccolte video di film, spettacoli e avvenimenti di vari artisti dell'Asia centrale tra la fine degli anni '90 e l'inizio del 2000.
Elenco degli espositori nel padiglione dell'Asia centrale:
- 2005 - Said Atabekov, Vyacheslav Akhunov e Sergey Tychina, Maksim Boronilov con Roman Maskalev, Elena Vorobyeva ed inoltre Viktor Vorobyev, Kasmalieva e Djumaliev, Sergey Maslov, Almagul Menlibaeva, Erbossyn Meldibekov, Alexander Nikolaev, Rustam Khalfin e Yulia Tikhonova (Curatori: Viktor Misiano Commissario: Churek Djamgerchinova).
- 2007 - Roman Maskalev, Almagul Menlibaeva e German Popov, Gulnur Mukazhanova, Alexander Nikolaev, Aleksey Rumyantsev, Alexander Ugay, Asia Animation, Said Atabekov, Vyacheslav Akhunov, Alla Girik ed inoltre Oksana Shatalova, Digsys, Natalia Dyu, Zadarjkovskij Useinov, Jamol Usmanov, Aytegin Muratbek Uulu, Jamshed Kholikov, ZITABL (Com e cur: Yulia Sorokina)
- 2009 - Ermek Jaenish, Jamshed Kholikov, Anzor Salidjanov, Oksana Shatalova, Elena Vorobyeva ed inoltre Viktor Vorobyev (Cur: Beral Madra, Com: Vittorio Urbani)
- 2011 - Natalia Andrianova, Said Atabekov, Artyom Ernst, Galim Madanov e inoltre Zauresh Terekbay, Yerbossyn Meldibekov, Alexander Nikolaev, Marat Raiymkulov, Aleksey Rumyantsev ed anche Alla Rumyantseva, Adis Seitaliev (Cur: Boris Chukhoval, Georgy Mamedov, Oksana Shatalova, Com: Asel Akmatova, Andris Brinkmanis)

### Bosnia Erzegovina
Elenco degli espositori nel padiglione bosniaco:
- 2003 - Maja Bajevic, Jusuf Hadžifejzovic con Edin Numankadic e Nebojša Šeric-Šoba
- 2013 - Mlаden Miljаnović
- 2017 - Radenko Milak (Curatori: Christopher Yggdre, Sinziana Ravini assieme a Fredrik Svensk e Anna van der Vliet)[4]
- 2019 - Danica Dakić (Cur: Anja Bogojević, Amila Puzić e Claudia Zini)

### Cile
Elenco degli espositori nel padiglione della Repubblica Cilena:
- 2009 - Iván Navarro (Curatori: Antonio Arévalo e Justo Pastor Mellado)
- 2011 - Fernando Prats (Curatore: Fernando Castro Flórez)
- 2013 - Alfredo Jaar (Curatore: Madeleine Grynsztejn )
- 2015 - Paz Errázuriz e Lotty Rosenfeld (Curatore: Nelly Richard)
- 2017 - Bernardo Oyarzún (Curatore: Ticio Escobar)

### Croazia
Elenco degli espositori nel padiglione croato:
- 1993 - Milivoj Bijelić, Ivo Deković e Željko Kipke
- 1995 - Martina Kramer, Goran Petercol, Mirko Zrinščak, Ivan Faktor assieme a Nina Ivančić, Damir Sokić, Mladen Stilinović, Dean Jokanović Toumin, Goran Trbuljak e Gorki Žanić
- 1997 - Dalibor Martinis
- 1999 - Zlatan Vrkljan
- 2001 - Julije Knifer
- 2003 - Boris Cvjetanović e Ana Opalić
- 2010 - Saša Begović, Marko Dabrović, Igor Franić, Tanja Grozdanić, Petar Mišković, Silvije Novak, Veljko Oluić, Helena Paver Njirić, Lea Pelivan, Toma Plejić, Goran Rako, Saša Randić e Turato Idisar Pćić
- 2013 - Kata Mijatović (Curatore: Branko Franceschi)
- 2015 - Damir Očko (Curatore: Marc Bembekoff)
- 2017 - Tina Gverović e Marko Tadić (Curatore: Branka Benčić)
- 2019 - Igor Grubić (Curatore: Katerina Gregos)

### Cuba
2011 - Alexandre Jesús Arrechea, Alessandro Busci, Yoan Capote, Desiderio Sanzi, Felipe Cardeña, Duvier Del Dago, Giorgio Ortona, Alessandro Papetti, Eduardo Ponjuàn (commissario: Miria Vicini, curatori: Jorge Fernandez, Duccio Trombadori)
2013 - Rui Chafes, Pedro Costa, Glenda León, María Magdalena Campos-Pons & Neil Leonard, Francesca Leone, H.H. Lim, Liudmila & Nelson, Hermann Nitsch, Sandra Ramos, Lázaro Saavedra, Tonel, Wang Du, Gilberto Zorio. (commissario: Miria Vicini, curatori: Jorge Fernández, Giacomo Zaza)
2015 - Luis Gómez Armenteros, Susana Pilar Delahante Matienzo, Grethell Rasúa e Celia-Yunior, Lida Abdul, Olga Chernysheva, Lin Yilin, Giuseppe Stampone (commissario: Miria Vicini, curatori: Jorge Fernández, Giacomo Zaza)
2017 - Abel Barroso, Iván Capote, Roberto Diago, Roberto Fabelo, José Manuel Fors, Aimée García, Reynier Leyva Novo, Meira Marrero & José Ángel Toirac, Carlos Martiel, René Peña, Mabel Poblet, Wilfredo Prieto, Esterio Segura, José E. Yaque (commissario: Jorge Fernández, curatore: José Manuel Noceda Fernández)
2019 - Alejandro Campins, Alex Hérnandez, Ariamna Contino e Eugenio Tibaldi (commissario: Norma Rodríguez Derivet, curatore: Margarita Sanchez Prieto)

### Emirati Arabi Uniti
Il padiglione degli Emirati Arabi Uniti era stato inaugurato per la prima volta nel 2009, ma solamente nel 2015 l'Emirato ne è stato il curatore in maniera diretta.
Elenco degli espositori nel padiglione degli Emirati Arabi Uniti:
- 2009 - Lamya Gargash (commissario: Dr Lamees Hamdan, curatore: Tirdad Zolghadr)
- 2011 - Abdullah Al Saadi, Sheikha Lateefa bint Maktoum, assieme a Reem Al Ghaith (curatore: Vasif Kortun)
- 2013 - Mohammed Kazem (commissario: Dr. Lamees Hamdan, curatore: Reem Fadda)
- 2015 - Hassan Sharif, Mohammed Kazem, Abdullah Al Saadi, Ahmed Al Ansari, Moosa Al Halyan assieme a Mohammed Al Qassab, Abdul Qader Al Rais, Mohammed Abdullah Bulhiah, Salem Jawhar con Najat Makki, Abdulraheem Salim, Obaid Suroor, Mohamed Yousif e Abdulrahman Zainal (curatore: Hoor Al Qasimi)[5]
- 2017 - Nujoom Al-Ghanem, Sara Al Haddad, Vikram Divecha, Lantian Xie e Mohamed Yousif (curatore: Hammad Nasar)
- 2019 - Nujoom Al-Ghanem[6] (curatore: Sam Bardaouil e Till Fellrath)[7]

### Estonia
Le esposizioni del padiglione estone sono regolarmente commissionate dal Centro di Arte Contemporanea dell'Estonia (Kaasaegse Kunsti Eesti Keskus), istituzione fondata nel 1992.
Elenco degli espositori nel padiglione della Repubblica Estone:
- 2003 - Kaido Ole
- 2005 - Mark Raidpere (curatore: Hanno Soans)
- 2007 - Marko Mäetamm (curatore: Mika Hannula)
- 2009 - Kristina Norman (curatore: Marko Laimre)
- 2011 - Liina Siib
- 2013 - Dénes Farkas
- 2015 - Jaanus Samma (curatore Eugenio Viola)
- 2017 - Katja Novitskova (curatore: Kati Ilves)[8]
- 2019 - Kris Lemsalu[9]

### Filippine
Elenco degli espositori nel padiglione delle Filippine dopo un lungo periodo di inattività:
- 1964 - José T. Joya
- 2015 - Manuel Conde, Carlos Francisco, Manny Montelibano, Jose Tence Ruiz (curatore: Patrick D. Flores)
- 2017 - Manuel Ocampo, Lani Maestro (curatore: Joselina Cruz)[10]
- 2019 - Mark Justiniani (curatore: Tessa Maria Guazon)[11]

### Gabon
Il Gabon ha partecipato per la prima volta alla Biennale di Venezia del 2009.
Elenco degli espositori nel padiglione gabonese:
- 2009 - Owanto (curatore: Fernando Frances)

### Galles
Il padiglione del Galles è stato presentato per la prima volta nel 2003.
Elenco degli espositori nel padiglione del Galles:
- 2003 - Bethan Huws[14] con Cerith Wyn Evans[15] e Simon Pope
- 2005 - Peter Finnemore, Laura Ford e Paul Granjon[16][17][18]
- 2007 - Richard Deacon, Merlin James, assieme a Heather e Ivan Morison[19]
- 2009 - John Cale[20]
- 2011 - Tim Davies[21]
- 2013 - Bedwyr Williams[22]
- 2015 - Helen Sear
- 2017 - James Richards[23]
- 2019 - Sean Edwards (curatore: Marie-Anne McQuay)

### Georgia
Elenco degli espositori nel padiglione della Repubblica Georgiana:
- 2009 - Koka Ramishvili (Curatore: Khatuna Khabuliani)
- 2013 - Bouillon Group, Thea Djordjadze, Nikoloz Lutidze, Gela Patashuri con Ei Arakawa e Sergei Tcherepnin, Gio Sumbadze (Commissario: Marine Mizandari, curatore: Joanna Warsza)
- 2015 - Rusudan Khizanishvili, Irakli Bluishvili, Dimitri Chikvaidze assieme a Joseph Sabia, Ia Liparteliani, Nia Mgaloblishvili e Sophio Shevardnadze (Curatore: Nia Mgaloblishvili)
- 2017 - Vajiko Chachkhiani (Curatore: Julian Heynen)
- 2019 - Anna Ke (Curatore: Margot Norton)[24]

### Ghana
Nel 2019, il Ghana ha partecipato ufficialmente alla Biennale di Venezia per la prima volta.
Elenco degli espositori nel padiglione del Gana:
- 2019 - opere di El Anatsui, Ibrahim Mahama, Felicia Abban, Lynette Yiadom-Boakye, John Akomfrah e Selasi Awusi Sosu (curatore: Nana Oforiatta Avim[25]).

### Grenada
Nel 2017, Grenada ha partecipato alla Biennale in uno spazio alle Zattere, riservato alla mostra intitolata "The Bridge", dove artisti internazionali provenienti da nazioni con affaccio sul mare hanno esplorato l'idea collettiva di "identità".
2017 - Curatore: Omar Donia. Opere di Khaled Hafez, Alexander Murucci, Mahmoud Obaidi, Zena Assi, Jason deCaires Taylor, Milton Williams e Asher Mains.

### Hong Kong
Elenco degli espositori nel padiglione di Hong Kong:
- 2009 - Pak Sheung Chuen (Curatore: Tobias Berger)
- 2011 - Kwok Mang Ho (conosciuto come Frog King)
- 2013 - Lee Kit (Cur: Lars Nittve, Yung Ma)
- 2015 - Tsang Kin-wah (Curatore: Doryun Chong, Stella Fong)[26]
- 2017 - Samson Young
- 2019 - Shirley Tse (Curatore: Christina Li)[27]

### Islanda
Nel 1984 la Finlandia decise di esporre insieme alla Norvegia e alla Svezia nel padiglione dei Paesi Scandinavi, l'Islanda ebbe quindi l'opportunità di affittare il padiglione finlandese fino al 2006. L'allestimento del padiglione islandese alla Biennale di Venezia è curato dal Centro d'Arte Islandese (Kynningarmiðstöð íslenskrar myndlistar).
Elenco degli espositori nel padiglione della Repubblica Islandese:
- 1960 - Johannes Sveinsson Kjarval e Ásmundur Sveinsson
- 1972 - Svavar Guðnason e Þorvaldur Skúlason
- 1980 - Magnús Pálsson
- 1982 - Gunnar Árnason e Kristján Guðmundsson
- 1984 - Kristján Davidsson
- 1986 - Erró
- 1988 - Gunnar Örn
- 1990 - Helgi Þorgils Friðjónsson
- 1995 - Birgir Andrésson
- 1997 - Steina Vasulka[30]
- 1999 - Sigurður Árni Sigurðsson
- 2001 - Finnbogi Pétursson
- 2003 - Rúrí
- 2005 - Gabríela Friðriksdóttir
- 2007 - Steingrímur Eyfjörð (curatrice: Hanna Styrmisdóttir)
- 2009 - Ragnar Kjartansson (curatori: Markús Thór Andrésson, Dorothée Kirch)
- 2011 - Libia Castro & Ólafur Ólafsson (curatrice: Ellen Blumenstein)
- 2013 - Katrín Sigurðardóttir (curatori: Mary Ceruti e Ilaria Bonacossa)
- 2015 - Christoph Büchel (curatore: Nína Magnúsdóttir)
- 2017 - Egill Sæbjörnsson (curatore: Stefanie Böttcher)

### Israele
Israele ha partecipato per la prima volta come padiglione Erez Israel, Artisti Palestinesi nel 1948, sponsorizzato da ricchi ebrei italiani. Il paese ha aperto il suo padiglione ufficiale nel 1950. L'attuale padiglione è stato progettato da Ze'ev Rechter ed è stato inaugurato nel 1952. La lista degli espositori nel Padiglione Israeliano:
- 1948 — Yitzhak Frenkel Frenel, Yehezkel Streichman, Moshe Castel, Sionah Tagger, Avigdor Stematsky, Aharon Giladi[31]
- 1950 — Yitzhak Frenkel Frenel, Mordechai Levanon, Leon Fein, Leo Kahn[31]
- 1952 — Marcel Janco, Reuben Rubin, Moshe Mokady[32]
- 2007 — Yehudit Sasportas (Curatore: Suzanne Landau)[33]

- 2017 — Gal Weinstein (Curatore: Tami Katz-Freiman)[34]
- 2019 — Aya Ben Ron (Curatore: Avi Lubin)[35]
- 2024 – Ruth Patir (Curatori: Mira Lapidot, Tamar Margalit)[36]

### India
Nel 2011, l'India è stata rappresentata per la prima volta dopo 116 anni di attesa, con il sostegno del ministero della cultura e la partecipazione organizzativa della Lalit Kala Akademi. In realtà la Biennale aveva precedentemente invitato l'India, ma il governo indiano aveva sempre declinato l'invito motivandolo con la mancata comunicazione tra il ministero della cultura e la Galleria Nazionale di Arte Moderna di Nuova Delhi.
Elenco degli espositori nel padiglione Indiano:
- 2011 - Mriganka Madhukaliya, Sonal Jain, Zarina Hashmi, Gigi Scaria ed inoltre Praneet Soi (curatore: Ranjit Hoskote)
- 2015 - Shilpa Gupta, Rashid Rana (Mostra congiunta assieme al Pakistan)
- 2019 - Nandalal Bose, Atul Dodiya, Rummana Hussain, GR Iranna assieme a Jitish Kallat, Shakuntala Kulkarni e Ashim Purkayastha[38]

### Iran
Elenco degli espositori nel padiglione Iraniano:
- 1958 - Monir Shahroudy Farmanfarmaian[39]
- 2003 - Behrouz Daresh, Hossein KhoroJerdi e Ahmad Nadalian[40]
- 2015 - Iranian Highlights Samira Alikhanzaradeh, Mahmoud Bakhshi Moakhar, Jamshid Bayrami, Mohammed Ehsai The Great Game Lida Abdul, Bani Abidi, Adel Abidin, Amin Agheai, Ghodratollah Agheli, Shahriar Ahmadi, Parastou Ahovan, Farhad Ahrarnia, Rashad Alakbarov, Furat al Jamil, Nazgol Ansarinia, Reza Aramesh, Alireza Astaneh, Sonia Balassanian, Mahmoud Bakhshi Moakhar, Wafaa Bilal, Mehdi Farhadian, Shadi Ghadirian, Shilpa Gupta, Ghasem Hajizadeh, Shamsia Hassani, Sahand Hesamiyan, Sitara Ibrahimova, Pouran Jinchi, Amar Kanwar, Babak Kazemi, Ryas Komu, Farideh Lashai, Farokh Mahdavi, Ahmad Morshedloo, Mehrdad Mohebali, Huma Mulji, Azad Nanakeli, Jamal Penjweny, Imran Qureshi, Sara Rahbar, Rashid Rana, Atefeh Samaei, T.V. Santhosh, Walid Siti, Monir Shahroudy Farmanfarmaian, Mohsen Taasha Wahidi, Mitra Tabrizian, Parviz Tanavoli, Newsha Tavakolian, Sadegh Tirafkan, Hema Upadhyay, Saira Wasim Commissario: Majid Mollanooruzi. Commissario Aggiunto: Marco Meneguzzo, Mazdak Faiznia.  Curatori: Marco Meneguzzo, Mazdak Faiznia. Sede: Calle San Giovanni 1074/B, Cannaregio
- 2017 - Bizhan Bassiri[41]
- 2019 - Samira Alikhanza, Ali Mir-Azimi e Reza Lavasani

### Iraq
Nel 2011, con grande sorpresa l'Iraq è ritornato alla Biennale per la prima volta dopo un'assenza di circa 35 anni. Il titolo del padiglione dell'Iraq era "Acqua Ferita / Wounded Water". In totale sei artisti iracheni di due generazioni hanno interpretato il tema dell'acqua nelle loro opere.
Elenco degli espositori nel padiglione della Repubblica Irachena:
- 2011 - Adel Abidin, Halim Al Karim, Ahmed Alsoudani, Ali Assaf, Azad Nanakeli ed inoltre Walid Siti
- 2013 - "Welcome to Iraq" o Benvenuti in Iraq, a cura di Jonathan Watkins, commissionato dalla Fondazione Ruya. Artisti: Abdul Raheem Yassir (nato 1951), Akeel Khreef (1979), Ali Samiaa (1980), Bassim Al-Shaker (1986), Cheeman Ismaeel (1966), Furat al Jamil (1965), Hareth Alhomaam (nato nel 1987), Jamal Penjweny (nato nel 1981), Kadhim Nwir (1967), Yaseen Wami (nato nel 1973), Hashim Taeeh.[43]
- 2015 - "Invisible Beauty / Bellezza invisibile" a cura di Philippe Van Cauteren, commissionato dalla Fondazione Ruya. Artisti: Latif Al Ani, Akam Shex Hadi, Rabab Ghazoul, Salam Atta Sabri ed Haider Jabbar.[44]
- 2017 - "Archaic" a cura di Tamara Chalabi e Paolo Colombo, commissionato dalla Fondazione Ruya. Artisti: Sherko Abbas, Sadik Kwaish Alfraji, Francis Alÿs, Ali Arkady, Luary Fadhil, Shakir Hassan Al Said, Nadine Hattom, Jawad Saleem ed inoltre Sakar Sleman[45][46]
- 2019 - 'Patria: Serwan Baran', a cura di Tamara Chalabi e Paolo Colombo, commissionato dalla Fondazione Ruya. Artista: Serwan Baran (1968).[47][48]

### Irlanda
Elenco degli espositori nel padiglione della Repubblica d'Irlanda:
- 1950 - Norah McGuinness e Nano Reid
- 1956 - Louis le Brocquy e Hilary Heron
- 1960 - Patrick Scott
- 1993 - Dorothy Cross e Willie Doherty
- 1995 - Kathy Prendergast[49]
- 1997 - Jaki Irvine e Alastair MacLennan[30]
- 1999 - Anne Tallentire
- 2001 - Siobhan Hapaska e Grace Weir
- 2003 - Katie Holten (commissario: Valerie Connor)
- 2005 - Stephen Brandes, Mark Garry assieme a Ronan McCrea ed Isabel Nolan ed inoltre Sarah Pierce e Walker e Walker (commissario: Sarah Glennie)
- 2007 - Gerard Byrne (commissario: Mike Fitzpatrick)
- 2009 - Sarah Browne, Gareth Kennedy e Kennedy Browne
- 2011 - Corban Walker (commissario: Emily-Jane Kirwan)
- 2013 - Richard Mosse (commissario: Anna O'Sullivan)
- 2015 - Sean Lynch, The Rubberbandits (commissario: Mike Fitzpatrick, curatore: Woodrow Kernohan)[50][51]
- 2017 - Jesse Jones e Olwen Fouéré (curatore: Tessa Giblin)
- 2019 - Eva Rothschild (curatore: Mary Cremin)

### Irlanda del Nord
Elenco degli espositori nel padiglione dell'Irlanda del Nord:
- 2005 - "The Nature of Things", mostra collettiva con Patrick Bloomer, Patrick Keogh, Ian Charlesworth, Factotum, Séamus Harahan, Michael Hogg, Sandra Johnston, Mary McIntyre, Katrina Moorhead, William McKeown, Darren Murray, Aisling O'Beirn, Peter Richards e Alistair Wilson (curatore: Hugh Mulholland)
- 2007 - Willie Doherty (Curatore: Hugh Mulholland)
- 2009 - Susan MacWilliam (Curatore: Karen Downey)

### Italia
Presente da sempre. "Palazzo Pro Arte" di Enrico Trevisanato con facciata di Marius De Maria e Bartolomeo Bezzi, 1895; facciata di Guido Cirilli, 1914; "Padiglione Italia" con facciata di Duilio Torres, 1932. Nel padiglione vi è inoltre il Giardino delle Sculture di Carlo Scarpa del 1952 e l'"Auditorium Pastor" di Valeriano Pastor, 1977.
Elenco parziale degli espositori al Padiglione Italia:
- 1895 - Giuseppe Ferrari
- 1905 - Giuseppe Ferrari
- 1912 - Aldo Carpi
- 1922 - Giuseppe Ferrari (postumo)
- 1934 - Aldo Carpi, Carlo Martini
- 1936 - Aldo Carpi, Carlo Martini, Quinto Martini
- 1942 - Aldo Carpi, Trento Longaretti
- 1948 - Aldo Carpi, Trento Longaretti, Carlo Martini
- 1950 - Aldo Carpi, Trento Longaretti, Carlo Martini
- 1966 - Ferruccio Bortoluzzi, Trento Longaretti
- 1968 - Valerio Adami, Rodolfo Aricò, Gianni Bertini, Arturo Bonfanti, Gianni Colombo, Mario Deluigi, Gianfranco Ferroni, Luciano Gaspari,   Lorenzo Guerrini, Giovanni Korompay, Leoncillo Leonardi, Carlo Mattioli, Livio Marzot, Mirko, Marcello Morandini, Mario Nigro, Gino Morandis, Pino Pascali, Gastone Novelli, Achille Perilli, Michelangelo Pistoletto, Tancredi, Guido Strazza, Giacomo Porzano[53]
- 1984 - Roberto Barni, Alberto Burri, Enrico Castellani, Mario Ceroli, Sandro Chia, Giorgio De Chirico, Luciano Fabro, Tano Festa, Carlo Maria Mariani, Gino Marotta, Titina Maselli, Luigi Ontani, Giulio Paolini, Claudio Parmiggiani, Vettor Pisani, Michelangelo Pistoletto, Giò Pomodoro, Mario Schifano, Toti Scialoja, Massimo Scolari, Giuseppe Uncini, Luigi Nono (Curatore: Maurizio Calvesi)
- 1986 - Getulio Alviani, Giovanni Anselmo, Marco Bagnoli, Toni Benetton, Alighiero Boetti, Paolo Borghi, Francesco Borromini, Nicola Carrino, Claudio Costa, Sergio Dangelo, Giorgio De Chirico, Luciano Fabro, Piero Fogliati, Lucio Fontana, Alberto Giacometti, Piero Manzoni, Fausto Melotti, Mario Merz, Maurizio Mochetti, Luigi Ontani, Mimmo Paladino, Giulio Paolini, Claudio Parmiggiani, Pino Pascali, Luca Patella, Giuseppe Penone, Attilio Pierelli, Vettor Pisani, Michelangelo Pistoletto, Fabrizio Plessi, Enrico Prampolini, Alberto Savinio, Paolo Tessari, Emilio Vedova, Gilberto Zorio (Curatore: Maurizio Calvesi)
- 1988 - Carla Accardi, Roberto Barni, Alberto Burri, Andrea Cascella, Antonio Catelani, Mario Ceroli, Sandro Chia, Eduardo Chillida, Francesco Clemente, Enzo Cucchi, Daniela De Lorenzo, Piero Dorazio, Carlo Guaita, Felice Levini, Eliseo Mattiacci, Marisa Merz, Maurizio Mochetti, Ennio Morlotti, Mimmo Paladino, Maurizio Pellegrin, Alfredo Pirri, Arnaldo Pomodoro, Giò Pomodoro, Renato Ranaldi, Giuseppe Santomaso, Susana Solano, Alberto Viani (Curatore: Giovanni Carandente)
- 1990 - Davide Benati, Gino De Dominicis, Nicola De Maria, Luigi Mainolfi, Giuseppe Maraniello, Carlo Maria Mariani, Claudio Olivieri (Curatori: Laura Cherubini, Flaminio Gualdoni, Lea Vergine)
- 1993 - Francesco Clemente, Luciano Fabbro, Sergio Fermariello, Emilio Isgrò, Fabio Mauri, Eugenio Miccini, Hidetoshi Nagasawa, Luisa Protti, Sergio Sarra, Franco Vaccari (Curatore: Achille Bonito Oliva)
- 1995 - Lorenzo Bonechi, Ida Cadorin Barbarigo, Roberto Capucci, Francesco Clemente, Amalia Del Ponte, Stefano Di Stasio, Paolo Gallerani, Paola Gandolfi, Nunzio, Luigi Ontani, Claudio Parmiggiani, Gianni Pisani, Pier Luigi Pizzi, Angelo Savelli, Ruggero Savino, Ettore Spalletti, Vito Tongiani, Mino Trafeli, Giuliano Vangi (Curatore: Jean Clair)
- 1997 - Maurizio Cattelan, Enzo Cucchi, Ettore Spalletti (Curatore: Germano Celant)
- 1999 - Monica Bonvicini, Bruna Esposito, Luisa Lambri, Paola Pivi, Grazia Toderi (Curatore: Harald Szeemann )
- 2001 - Alighiero Boetti, Barry McGee, Todd James, Steve Powers (Curatori: Pio Baldi, Paolo Colombo, Sandra Pinto)
- 2003 - Charles Avery, Avish Khebrehzadeh, Sara Rossi, Carola Spadoni (Curatori: Pio Baldi, Monica Pignatti Morano e Paolo Colombo). A12, Alessandra Ariatti, Micol Assaël, Diego Perrone, Patrick Tuttofuoco, Zimmer Frei (curatore: Massimiliano Gioni)
- 2005 - Carolina Antich, Manfredi Beninati, Loris Cecchini, Lara Favaretto (Curatori: Pio Baldi, Monica Pignatti Morano e Paolo Colombo)
- 2007 - Giuseppe Penone, Francesco Vezzoli (Curatore: Ida Gianelli)
- 2009 - Matteo Basilé, Manfredi Beninati, Valerio Berruti, Bertozzi & Casoni, Nicola Bolla, Sandro Chia, Marco Cingolani, Giacomo Costa, Aron Demetz, Roberto Floreani, Daniele Galliano, Marco Lodola, MASBEDO, Gian Marco Montesano, Davide Nido, Luca Pignatelli, Elisa Sighicelli, Sissi, Nicola Verlato, Silvio Wolf (Curatori: Luca Beatrice e Beatrice Buscaroli)
- 2011 - L'Arte non è Cosa Nostra, una mostra collettiva con 250 artisti, tra cui Valerio Adami, Vanessa Beecroft, Agostino Bonalumi, Enzo Cucchi, Roberto Ferri, Michelangelo Pistoletto, Rabarama e Oliviero Toscani (Curatore: Vittorio Sgarbi )
- 2013 - Francesco Arena, Massimo Bartolini, Gianfranco Baruchello, Elisabetta Benassi, Flavio Favelli, Luigi Ghirri, Piero Golia, Francesca Grilli, Marcello Maloberti, Fabio Mauri, Giulio Paolini, Marco Tirelli, Luca Vitone, Sislej Xhafa (Curatore: Bartolomeo Pietromarchi)
- 2015 - Alis / Filliol, Andrea Aquilanti, Francesco Barocco, Vanessa Beecroft, Antonio Biasiucci, Giuseppe Caccavale, Paolo Gioli, Jannis Kounellis, Nino Longobardi, Marzia Migliora, Luca Monterastelli, Mimmo Paladino, Claudio Parmeggiani, Nicola Samorì, Aldo Tambellini (Curatore: Vincenzo Trione)
- 2017 - Giorgio Andreotta Calò, Roberto Cuoghi, Adelita Husni-Bey (Curatore: Cecilia Alemani)[54]
- 2019 - Enrico David, Chiara Fumai, Liliana Moro (Curatore: Milovan Farronato)
- 2022 - Gian Maria Tosatti, (Curatore: Eugenio Viola)

### Kiribati
- 2017
- 2018
- 2019

### Repubblica del Kosovo
Elenco degli espositori nel padiglione della Repubblica del Kosovo:
- 2013 - Petrit Halilaj (Curatore: Kathrin Rhonberg. Commissario: Erzen Shkololli)
- 2015 - Flaka Haliti (Curatore: Nicolaus Schafhausen)
- 2017 - Sislej Xhafa (Curatore: Arta Agani Commissario: Valon Ibraj)
- 2019 - Alban Muja (Curatore: Vincent Honoré)[55]

### Kuwait
Elenco degli espositori nel padiglione del Kuwait:
- 2013 - "National Works", presso Palazzo Michiel[56], con opere di Sami Mohammad e Tarek Al-Ghoussein (curatore: Ala Younis, committente: Consiglio nazionale per la cultura, l'arte e le lettere del Kuwait)[57]

### Libano
Il Libano esponeva alla Biennale per la prima volta nel 2007 presso gli spazi della ex Birrificio Dreher, sull'isola della Giudecca. Per una serie di motivi che lo hanno portato non esporre nel 2009 e nel 2011, ha fatto ritorno nel 2013.
Elenco degli espositori nel padiglione Libanese:
- 2007 - Introduzione: Fouad Elkoury, Lamia Joreige, Walid Sadek, Mounira Al Solh ed inoltre Akram Zaatari (curatori: Saleh Barakat e Sandra Dagher )
- 2013 - Akram Zaatari (curatore: Sam Bardaouil e Till Fellrath)
- 2017 - Zad Moultaka (curatore: Emmanuel Daydé)

### Lettonia
Elenco degli espositori nel padiglione lettone:
- 2001 - Laila Pakalniņa[60]
- 2019 - "Saules Suns", Daiga Grantiņa (commissario: Dace Vilsone, curatori: Valentinas Klimašauskas, Inga Lāce)[61]

### Lituania
Elenco degli espositori nel padiglione lituano:
- 1999 - Mindaugas Navakas ed Eglė Rakauskaitė
- 2001 - Deimantas Narkevičius
- 2003 - Svajonė Stanikas e Paulius Stanikas
- 2005 - Jonas Mekas
- 2007 - Nomeda Urbonienė e Gediminas Urbonas
- 2009 - Žilvinas Kempinas
- 2011 - Darius Mikšys
- 2013 - Gintaras Didžiapetris, Elena Narbutaitė, Liudvikas Buklys, Kazys Varnelis, Vytautė Žilinskaitė, Morten Norbye Halvorsen, Jason Dodge, Gabriel Lester, Dexter Sinister (Curatore: Raimundas Malašauskas)
- 2015 - Dainius Liškevičius
- 2017 - Žilvinas Landzbergas
- 2019 - Rugilė Barzdžiukaitė, Vaiva Grainytė, Lina Lapelytė

### Lussemburgo
Il palazzo Ca' del Duca sul Canale Grande, è stato la sede permanente per le partecipazioni del Lussemburgo alla Biennale di Venezia dal 1999
Elenco degli espositori nel padiglione del Lussemburgo:
- 1990 - Marie-Paule Feiereisen
- 1993 - Jean-Marie Biwer, Bertrand Ney
- 1995 - Bert Theis
- 1997 - Luc Wolf
- 1999 - Simone Decker
- 2001 - Doris Drescher
- 2003 - Su-Mei Tse
- 2007 - Jill Mercedes
- 2009 - Gast Bouschet, Nadine Hilbert
- 2011 - Martine Feipel, Jean Bechameil (Curatore: René Kockelkorn)
- 2013 - Catherine Lorent
- 2015 - Filip Markiewicz (Cur: Paul Ardenne)
- 2017 - Mike Bourscheid (Cur: Kevin Muhlen)
- 2019 - Marco Godinho[62]

### Macao
Elenco degli espositori nel padiglione di Macao:
- 2015 - Mio Pang Fei

### Macedonia del Nord
Elenco degli espositori nel padiglione macedone:
- 1993 - Gligor Stefanov e Petre Nikoloski
- 1997 - Aneta Svetieva
- 1999 - Iskra Dimitrova
- 2001 - Javon Sumkovski
- 2003 - Zaneta Bangeli e Vana Urosebic
- 2005 - Antoni Maznevski
- 2007 - Blagoja Manevski
- 2009 - Nikola Uzunovski e Goce Nanevski
- 2011 - Zarko Basevski e ZERO
- 2013 - Elpida Hadzi-Vasileva
- 2015 - Hristina Ivanoska, Yane Calovski (Curatore: Basak Senova)
- 2017 - Tome Adzievski (Cur: Branislav Sarkanjac)
- 2019 - Nada Prlja (Cur: Jovanka Popova)

### Maldive
Il padiglione delle Isole Madive è stato inaugurato nel 2013.
Elenco degli espositori nel padiglione delle Maldive:
- 2013 - Mohamed Ali, Sama Alshaibi, Ursula Biemann, Stefano Cagol, Wael Darwesh, Moomin Fouad, Thierry Geoffrey (aka Colonel), Khaled Hafez, Heidrun Holzfeind & Christoph Draeger, Hanna Husberg, Laura McLean & Kalliopi Tsipni-Kolaza, Achilleas Kentis Maria Papacaharalambous, Paul Miller (aka DJ Spooky), Gregory Niemeyer, Khaled Ramada, Oliver Ressler, Klaus Schafler, Patrizio Travagli, Wooloo ( Sixten Kai Nielsen e Martin Rosengaard) (Curatori CPS - Chamber of Public Secrets: Alfredo Cramerotti, Aida Eltorie e Khaled Ramadan)

### Malta
Il padiglione di Malta è ritornato alla Biennale di Venezia nel 2017. Passate esposizione risalgono al 2000 ed al 1958.
Elenco degli espositori nel padiglione di Malta:
- 1958 - Carmelo Mangion, Antoine Camilleri, Emvin Cremona, Frank Portelli, Josef Kalleya
- 1999 - Vince Briffa, Norbert Francis Attard, Ray Pitre (Curatore: Adrian Bartolo)
- 2017 - Adrian Abela, John Paul Azzopardi, Aaron Bezzina, Pia Borg, Gilbert Calleja, Austin Camilleri, Roxman Gatt, David Pisani, Karine Rougier, Joe Sacco, Teresa Sciberras, Darren Tanti e Maurice Tanti Burlo e manufatti di Heritage Malta Collezione nazionale, Ghaqda tal-Pawlini, collezioni private e archivi vari (curatori: Raphael Vella e Bettina Hutschek)

### Mauritius
Il padiglione Mauritius è stato presentato nel 2015 con una mostra "From One Citizen You Gather an Idea" con il significato da un cittadino raccogli una idea.
Elenco degli espositori nel padiglione Mauritius:
- 2015 - Tania Antoshina, Djuneid Dulloo, Sultana Haukim, Nirmal Hurry assieme a Alix Le Juge, Olga Jürgenson, Helge Leiberg, Krishna Luchoomun, Bik Van Der Pol, Vitaly Pushnitsky, Römer + Römer ed inoltre Kavinash Thomoo (Curatori: Olga Jürgens e Alfredo Cramerotti. Commissario: pARTage)
- 2017 - Michael Lalljee, Robert Rauschenberg, SEO, Jacques Desiré, Wong So (Cur: Olga Jürgenson, Esecutore: Krishna Luchoomun, Commissario: Thivynaidoo Perumal Naiken)

### Messico
Il padiglione messicano fu inaugurato per la prima volta nel 1950 con la partecipazione degli artisti di murales: David Alfaro Siqueiros, Diego Rivera, José Clemente Orozco e Rufino Tamayo. Durante l'esposizione David Alfaro Siqueiros ha ricevuto il 1 ° premio assegnato agli artisti stranieri. La partecipazione del Messico venne poi interrotta per riprendere nel 2007.
Elenco degli espositori del Padiglione Messico
- 1950 - David Alfaro Siqueiros, Diego Rivera, José Clemente Orozco ed inoltre Rufino Tamayo
- 2007 - Rafael Lozano-Hemmer
- 2009 - Teresa Margolles
- 2011 - Melanie Smith
- 2013 - Ariel Guzik
- 2015 - Tania Candiani e Luis Felipe Ortega
- 2017 - Carlos Amorales (Curatore: Pablo León De La Barra)

### Mongolia
Elenco degli espositori, curatori e organizzatori del Padiglione Mongolia:
- 2015 - Altra casa. Artisti Unen Enkh e Enkhbold Togmidshiirev, commissario Gantuya Badamgarav, curatore Uranchimeg Tsultem e organizzatore Mongolian Contemporary Art Support Association
- 2017 - Lost in Tngri. Artisti Chimeddorj Shagdarjav, Enkhtaivan Ochirbat, Munkkh - Munkhbolor Ganbold, Davaajargal Tsaschikher, Bolortuvshin Jargalsainkhan, commissario Munkh-Orgil Tsend, direttore del progetto Gantuya Badamgarav, curatore Dalkh-Ochir Yondonjunai e organizzatore l'Associazione di Arte Contemporanea Mongola.
- 2019 - Una temporalità. L'artista Jantsankhorol Erdenebayar, con la partecipazione dei cantanti di gola mongoli Ashit Nergui, Damdin Khadkhuu, Undarmaa Altangerel, Davaasuren Damjin e l'artista ospite Carsten Nicolai.[65][66] Curatrice: Gantuya Badamgarav, co-curatore: Carsten Nicolai, commissario: Ministero dell'istruzione, cultura, scienza e sport della Mongolia e organizzatore Mongolian Contemporary Art Support Association[67]

### Namibia
La Repubblica della Namibia partecipa ufficialmente per la prima volta alla 59esima Biennale di Venezia nel 2022, con la mostra intitolata A Bridge to the Desert (Un ponte per il deserto) e incentrata sulle opere dell'artista Renn. La mostra, articolata in diversi luoghi distribuiti sui 22 ettari dell'Isola della Certosa, ha fatto del Padiglione Namibia «il padiglione nazionale più esteso della 59ª edizione» e uno dei più grandi della storia della Biennale.
Lista degli artisti esposti nel Padiglione Nazionale:
- 2022 — Renn (Curatore: Marco Furio Ferrario; Direttore mostra e ricerca curatoriale: Stefano Morelli). Il padiglione, incentrato sulle opere dell'artista namibiano Renn, era completato da un muro di 140 metri di foto del deserto del Namib del fotografo Roland Blum e un'installazione immersiva di Amebe Studio intitolata Seek to believe / Cercare per credere - queste fungevano da collegamento tra la mostra allestita nel Casello delle polveri e le sculture disseminate nella parte nord dell'Isola della Certosa.[70][71][72]

### Nigeria
- 2017

### Nuova Zelanda
Elenco degli espositori nel padiglione della Nuova Zelanda compresa l'edizione 2021:
- 2001 - Peter Robinson e Jacqueline Fraser (Curatore: Gregory Burke)
- 2003 - Michael Stevenson (Curatori: Robert Leonard e Boris Kremer)
- 2005 - et al. (Cur: Natasha Conland)
- 2007 - Brett Graham e Frank Fu
- 2009 - Judy Millar (Cur: Leonhard Emmerling ) e Francis Upritchard (Cur: Heather Galbraith e Francesco Manacorda)
- 2011 - Michael Parekowhai (Cur: Jenny Harper)
- 2013 - Bill Culbert (Cur: Justin Paton)
- 2015 - Simon Denny (Cur: Robert Leonard)
- 2017 - Lisa Reihana (Cur: Rhana Devenport)
- 2019 - Dane Mitchell (Cur: Chris Sharp e Zara Stanhope)
- 2021 - Shigeyuki Kihara (Cur: Natalie King )[73]

### Pakistan
Nel 2019, la Repubblica Islamica del Pakistan ha partecipato ufficialmente alla Biennale di Venezia per la prima volta.
Elenco degli espositori nel padiglione pakistano:
- 2019 - Naiza Khan (Curatore: Zahra Khan)[74]

### Portogallo
Nel 1997, il Portogallo ha annunciato l'intenzione di costruire il proprio padiglione al momento non è stato ancora realizzato.
Elenco degli espositori nel padiglione del Portogallo:
- 1997 - Julião Sarmento[30]
- 2007 - Ângela Ferreira
- 2011 - Francisco Tropa (Curatore: Sergio Mah)
- 2013 - Joana Vasconcelos (Cur: Miguel Amado)
- 2015 - João Louro (Cur: María de Corral)
- 2017 - José Pedro Croft (Cur: João Pinharanda)
- 2019 - Leonor Antunes (Cur: João Ribas)

### Perù
Nel 2015 il Perù ha fatto la sua prima esposizione.
Elenco degli espositori nel padiglione peruviano:
- 2015 - Raimond Chaves assieme a Gilda Mantilla (Curatore: Max Hernández-Calvo)
- 2017 - Juan Javier Salazar (Cur: Rodrigo Quijano)

### San Marino
Elenco degli espositori del padiglione di San Marino:
- 1982 - Gilberto Giovagnoli, Walter Gasperoni (a cura di Achille Bonito Oliva )
- 2011 - Mostra collettiva di 13 artisti, tra cui Dorothee Albrecht, Marco Bravura, Cristian Ceccaroni, Daniela Comani,  Ottavio Fabbri, Verdiano Manzi, Patrizia Merendi, Omar Paolucci, Cristina Rotondaro, Lars Teichmann, Thea Tini, Daniela Tonelli, Paola Turroni
- 2015 - Mostra collettiva di 11 artisti, tra cui Xu De Qi, Liu Ruowang, Ma Yuan, Li Lei, Zhang Hong Mei, Eleonora Mazza, Giovanni Giulianelli, Giancarlo Frisoni, Tony Margiotta, Elisa Monaldi, Valentina Pazzini
- 2019 - Mostra collettiva di 12 artisti tra cui Gisella Battistini, Gabriele Gambuti, Giovanna Fra, Thea Tini, Chen Chengwei, Li Geng, Dario Ortiz, Tang Shuangning, Jens W. Beyrich, Xing Junqin, Xu de Qi e Sebastián. Progetto speciale di Martina Conti a cura di Alessandro Castiglioni ed Emma Zanella[76]

### Scozia
Elenco degli espositori nel padiglione scozzese:
- 2003 - Claire Barclay, Jim Lambie, Simon Starling
- 2005 - Alex Pollard, Joanne Tatham e Tom O'Sullivan, Cathy Wilkes
- 2007 - Charles Avery (artista), Henry Coombes, Louise Hopkins, Rosalind Nashashibi, Lucy Skaer, Tony Swain,
- 2009 - Martin Boyce
- 2011 - Karla Black
- 2013 - Corin Sworn, Duncan Campbell (artista), Hayley Tompkins
- 2015 - Graham Fagen
- 2017 - Rachel Maclean[77]
- 2019 - Charlotte Prodger[78]

### Serbia (dal 1932)
Elenco degli espositori nel padiglione di Serbia:
- 2007 - Mrđan Bajić (Commissario/Curatore: prof. Vladimir Veličković, Maja Ćirić)
- 2009 - Zoran Todorović, Katarina Zdjelar (Commissario/Curatore: Branislav Dimitrijević: Vice Comm: Jagoda Stamenković)
- 2011 - Raša Todosijević ( Commissario /Curatore: Živko Grozdanić)
- 2013 - Vladimir Perić, Miloš Tomić (Commissario /Curatore: Maja Ćirić)
- 2015 - Ivan Grubanov (Commissario /Curatore: prof. Lidija Merenik; Ana Bogdanović)
- 2017 - Milena Dragićević, Vladislav Šćepanović, Dragan Zdravković  (Commissario /Curatore: prof. Nikola Šuica)
- 2019 - Đorđe Ozbolt (Commissario /Curatore: Vladislav Šćepanović / Nicoletta Lambertucci)

### Seychelles
Il padiglione delle Isole Seychelles è stato presentato per la prima volta nel 2015 presso Palazzo Mora, promosso dell'artista Nitin Shroff, con "A Clockwork Sunset". Il padiglione è stato commissionato dalla Seychelles Art Projects Foundation (Fondazione Progetti d'Arte delle Seychelles) e curato da Sarah J. McDonald assieme a Victor Schaub Wong.
Elenco degli espositori nel padiglione delle Seychelles:
- 2015 - George Camille, Leon Wilma Lois Radegonde
- 2017 - Alyssa Adams, Tristan Adams, George Camille, Christine Chetty-Payet, Zoe Chong Seng, Daniel Dodin, Charle Dodo, Allen Ernest Christine Harter, Nigel Henri, Alcide Libanotis, Marc Luc, Egbert Marday, Colbert Nourrice, Leon Radegonde, Danny Sopha (curatore: Martin Kennedy)

### Singapore
Elenco degli espositori nel padiglione di Singapore:
- 2001 - Chen KeZhan, Salleh Japar, Matthew Ngui, Suzanne Victor
- 2003 - Heman Chong, Francis Ng, Tan Swie Hian
- 2005 - Lim Tzay Chuen (Curatore: Eugene Tan)[82]
- 2007 - Tang Da Wu, Vincent Leow, Jason Lim e Zulkifle Mahmod (Cur: Lindy Poh)
- 2009 - Ming Wong (Cur: Tang Fu Kuen)
- 2011 - Ho Tzu Nyen (Cur: June Yap)
- 2015 - Charles Lim (Cur: Shabbir Hussain Mustafa)
- 2017 - Zai Kuning (Cur: June Yap)

### Slovenia
Elenco degli espositori nel padiglione sloveno:
- 2007 - Tobias Putrih
- 2009 - Miha Štrukelj
- 2013 - Jasmina Cibic[83]
- 2015 - Jaša Mrevlje Pollak (Curatori: Michele Drascek e Aurora Fonda)[84]
- 2017 - Nika Autor (Curatore: Andreja Hribernik)[84]
- 2019 - Marko Peljhan

### Sudafrica
Elenco degli espositori nel padiglione Sudafricano:
- 1993 - Jackson Hlungwane, Sandra Kriel, Tommy Matswai (Curatore: Christopher Till)
- 1995 - Randolph Hartzenberg, Brett Murray (Curatore: Malcolm Payne)
- 2011 - Mary Sibande, Siemon Allen, Lyndi Sales (Curatore: Thembinkosi Goniwe)
- 2013 - Nelisiwe Xaba, Zanele Muholi, Wim Botha, Joanne Bloch, David Koloane, Gerhard Marx, Maja Marx, Philip Miller, Cameron Platter, John Muafangejo, Johannes Phokela, Andrew Putter, Alfred Martin Duggan-Cronin, Penny Siopis, Kay Hassan, Sue Williamson, Donna Kukama, Athi-Patra Ruga, James Webb, Kemang wa Lehulere, Sam Nhlengethwa (Curatore: Brenton Maart)
- 2015 - Willem Boshoff, Haroon Gunn-Salie, Angus Gibson, Mark Lewis, Gerald Machona assieme a Mohau Modisakeng, Nandipha Mntambo, Brett Murray, Serge Alain Nitegeka, Jo Ratcliffe, Robin Rhode ed inoltre Warrick Sony, Diane Victor e Jeremy Wafer (Curatori: Christopher Till e Jeremy Rose)
- 2017 - Candice Breitz, Mohau Modisakeng (Cur: Lucy MacGarry)[85]
- 2019 - Mawande Ka Zenzile, Dineo Seshee Bopape, Tracey Rose (Cur: Nkule Mabaso, Nomusa Makhubu)[86]

### Taiwan
Il padiglione di Taiwan è ospitato nel Palazzo delle Prigioni Vecchie chiamato anche Palazzo dei Piombi
Elenco degli espositori nel padiglione dell'isola di Taiwan:
- 2011 - Hong-Kai Wang ed Yu-Hsien Su (a cura di Amy Cheng)[87].
- 2013 - Bernd Behr, Chia-Wei Hsu assieme a Kateřina Šedá e inoltre BATEŽO MIKILU (a cura di Esther Lu )[88].
- 2015 - Wu Tien-chang[89].
- 2017 - Tehching Hsieh (a cura di Adrian Heathfield )[90].
- 2019 - Shu Lea Cheang (a cura di Paul B. Preciado )[91]

### Turchia
Nel 2013 la Turchia ha stipulato un contratto di affitto per 20 anni per un padiglione nazionale alla Biennale di Venezia. La Istanbul Foundation for Culture and Arts (fondazione di istanbul per Arte e Cultura), finanziata dallo stato, è il coordinatore del padiglione turco.
Elenco degli espositori nel padiglione della Repubblica di Turchia:
- 1990 - Kemal Önsoy e Mithat Şen (Curatore: Beral Madra)
- 1993 - Erdağ Aksel, Serhat Kiraz assieme a Jȧrg Geismar e Adem Yilmaz (Curatore: Beral Madra)
- 2001 - Murat Morova, Butch Morris assieme a Ahmet Öktem, Sermin Sherif e Xurban.net (Güven Icirlioğlu & Hakan Topal ) (Curatore: Beral Madra)
- 2003 - Nuri Bilge Ceylan, Ergin Çavuşoğlu, Gül Ilgaz assieme a Neriman Polat e Nazif Topçuoğlu (Curatore: Beral Madra)
- 2005 - Hussein Chalayan (Curatore: Beral Madra)
- 2007 - Hüseyin Alptekin (Curatore: Vasif Kortun)
- 2009 - Banu Cennetoğlu, Ahmet Ögüt (Curatore: Basak Senova )
- 2011 - Ayşe Erkmen (Curatore: Fulya Erdemci)
- 2013 - Ali Kazma (Curatore: Emre Baykal)
- 2015 - Sarkis (Curatore: Defne Ayas)[93]
- 2017 - Cevdet Erek[94]
- 2019 - İnci Eviner (Curatore: Zeynep Öz)

### Tuvalu
Nonostante i costi molto elevati per un paese povero come la piccola isola di Tuvalu è stato deciso di sviluppare il primo padiglione nazionale nel 2013 per evidenziare gli effetti negativi del riscaldamento globale che colpiscono il paese. Si prevede che Tuvalu, in Polinesia, sia uno dei primi paesi o isole a scomparire a causa dell'innalzamento del livello del mare causato dal rscaldamento climatico. Dopo aver lavorato a stretto contatto con l'eco-artista taiwanese Vincent JF Huang alla sessione UNFCCC COP18 del 2012 a Doha, nel Qatar il governo di Tuvalu ha invitato Huang a collaborare come artista rappresentativo per il padiglione nazionale del piccolo Stato. Tutte le opere del padiglione Tuvalu del 2013 si sono concentrate sui cambiamenti climatici e nel passato hanno avuto come titolo In the Name of Civilization, una gigantesca piattaforma petrolifera trasformata in agente di distruzione, e Prileer's Dilemma, nel quale vi è una rappresentazione della Statua della Libertà Americana inginocchiata chiedendo scusa a dei ritratti spettrali di vari pinguini in terra-cotta. Tali pinguini (morti) sono il simbolo dei sacrifici ecologici fatti per favorire lo sviluppo della civiltà dell'uomo.
Elenco degli espositori per il padiglione delle isole Tuvalu:
- 2013 - Vincent JF Huang (Curatore: An-Yi Pan, Li Szuhsien, Shih Shuping)
- 2015 - Vincent JF Huang (Curatore: Thomas J. Berghuis)

### Ucraina
Il PinchukArtCentre (Centro Artistico di Pinchuk) ha sponsorizzato i padiglioni della Repubblica Ucraina nel 2007, 2009 e 2015.
Elenco degli espositori nel padiglione della Repubblica Ucraina:
- 2005 - Mykola Babak con il titolo «Your Children, Ukraine» (Curatore: Oleksiy Tytarenko)
- 2011 - Oksana Mas con il titolo «Post-vs-Proto-Renaissance» (Curatore: Oleksiy Rogotchenko)
- 2013 - Ridnyi Mykola, Zinkovskyi Hamlet e Kadyrova Zhanna (Curatore: Soloviov Oleksandr e Burlaka Victoria)
- 2015 - Yevgenia Belorusets, Nikita Kadan, Zhanna Kadyrova assieme a Mykola Ridnyi e Serhiy Zhadan, Artem Volokitin, Anna Zvyagintseva e Open Group (Curatore: Björn Geldhof)
- 2017 - Boris Mikhailov (Curatore: Peter Doroshenko )

### Santa Sede - Vaticano
Elenco degli espositori nel padiglione del Vaticano:
- 2013 - Studio Azzurro di Lawrence Carroll, Josef Koudelka
- 2015 - Monika Bravo, Elpida Hadzi-Vasileva, Mário Macilau (Curatore: Micol Forti)
- 2019

### Zimbabwe
La prima partecipazione risale al 2011.
Elenco degli espositori nel padiglione dello Zimbabwe:
- 2011 - Tapfuma Gutsa, Misheck Masamvu, Berry Bickle, Calvin Dondo (Commissario: Doreen Sibanda e curatore: Raphael Chikukwa)
- 2013 - Portia Zvavahera, Michele Mathison, Rashid Jogee, Voti Thebe, Virginia Chihota (Commissario: Doreen Sibanda e curatore: Raphael Chikukwa)
- 2015 - Chikonzero Chazunguza, Masimba Hwati, Gareth Nyandoro (Commissario: Doreen Sibanda assieme al curatore: Raphael Chikukwa)
- 2017 - Charles Bhebe, Admire Kamudzengerere, Sylvester Mubayi, Dana Whabira (Com: Doreen Sibanda con il curatore: Raphael Chikukwa)
- 2019 - Kudzanai-Violet Hwami, Neville Starling, Georgina Maxim, Cosmas Shiridzinomwa (Comm: Doreen Sibanda assieme al cur: Raphael Chikukwa)[97]